# Palefrenier menant deux chevaux
Palefrenier menant deux chevaux est une peinture de chevaux à l'encre sur papier, réalisée par l'artiste Chinois Han Gan, dont il ne reste peut-être que des copies. Représentant un cheval noir tenu et un blanc harnaché monté par son palefrenier, cette œuvre est un exemple de peinture de la dynastie Tang, créée au milieu du VIIIe siècle. 

## Contexte
Cette peinture fut longtemps tenue pour l'une des deux œuvres de Han Gan dont l'authenticité soit certaine, avec Blanc qui illumine la nuit.
Le titre français retenu est Palefrenier menant deux chevaux,. Cependant, elle est réalisée avec des traits fins pour représenter les vêtements du palefrenier tartare et, localement, avec des traits angulaires qui rappellent le style de Li Gonglin (1049-1106). Aussi, bien que l'empereur Song Huizong (1082-1131) ait attesté sur cette peinture qu'il s'agit bien d'une œuvre de Han Gan, il pourrait s'agir d'une copie réalisée à l'époque des Song, exacte quant à l'ensemble, mais avec des effets de style caractéristiques des Song. L'excellente qualité de la copie en faisait l'équivalent d'un original dès l'époque de Huizong.
En son temps, Han Gan est considéré comme l'un des plus grands artistes de Chine. Issu d'une famille pauvre, Han Gan travaillait dans un magasin de vin lorsque son talent artistique a été repéré par le peintre et poète Wang Wei. Il est devenu artiste à la cour impériale. Il est célèbre pour être en mesure de reproduire le caractère d'un cheval, ainsi que son apparence physique.

## Description
Palefrenier menant deux chevaux est une peinture à l'encre et couleurs légères sur soie, d'une taille de 27,5 x 34,1 cm, sur feuille d'album. Son style et l'aboutissement du travail sont très différents de ceux de Blanc qui illumine la nuit, pouvant laisser croire que ces deux peintures sont d'origines différentes. Palefrenier menant deux chevaux est reconnu pour sa beauté. Han Gan a su saisir le moment précis où le palefrenier mène le cheval noir par le licol. La peinture représente deux chevaux vigoureux et très ronds, celui du premier plan étant noir, celui de l'arrière-plan blanc, et monté par un palefrenier robuste dont les traits physiques dénotent une origine étrangère à la dynastie impériale. Le cheval de l'arrière-plan porte un riche harnachement.

## Parcours de la peinture
Une inscription de l'empereur Song Huizong permet de dater sa possession par ce dernier à 1107. La peinture comporte aussi les sceaux d'empereurs ultérieurs. 
L’œuvre est actuellement conservée au Musée national du Palais à Taïwan.